# Сдири, Салим
Салим Сдири (род. 26 октября 1978, Аяччо) — французский прыгун в длину тунисского происхождения, участник трёх летних Олимпийских игр, бронзовый призёр чемпионата Европы в помещении 2007 года.

## Спортивная биография
На чемпионатах мира Салим Сдири впервые выступил в 2003 году на первенстве в Париже. В квалификации в прыжках в длину французскому легкоатлету не хватило 3 см, чтобы пробиться в финал. В 2004 году Сдири дебютировал на летних Олимпийских играх в Афинах. По итогам предварительного раунда соревнований прыгунов в длину Салиму не хватило всего 2 см, чтобы выполнить квалификационный норматив для попадания в финал, но поскольку отметку в 8,10 метров преодолело всего 6 спортсменов, то ещё 6 прыгунов получили право продолжить борьбу за медали, среди которых оказался и Сдири. В первой финальной попытке француз прыгнул лишь на 7,94 м. Следующие две попытки оказались неудачными и Сдири завершил выступления, заняв последнее 12-е место.
На чемпионате мира 2005 года в Хельсинки Сдири был очень близок к завоеванию медали. Квалификационный раунд французский прыгун закончил на 3-м месте. В финале после трёх попыток Сдири с результатом 8,20 метров шёл на 3-м месте, но по итогам шести попыток Салим откатился на 5-е место, уступив бронзовому призёру финну Томми Эвиля всего 4 см. В 2007 году Сдири завоевал свою единственную медаль в рамках европейских первенств, став 3-м на чемпионате Европы в помещении.
Восстановившись после инцидента в Риме, Сдири вернулся к тренировкам и даже смог отобраться на летние Олимпийские игры в Пекине. Однако на Играх французский прыгун не смог показать достойного результата, прыгнув в квалификационном раунде на 7,81 м и став с этим результатом лишь 21-м. Всего лишь 4 см не хватило Сдири, чтобы подняться на пьедестал европейского чемпионата 2010 года в испанской Барселоне.
На летних Олимпийских играх 2012 года в Лондоне Сдири, как и 4 года назад, не смог преодолеть барьер квалификационного раунда, прыгнув всего лишь на 7,71 м и заняв 23-е место. Также Сдири дважды подряд становился чемпионом Средиземноморских игр.

## Инцидент на этапе Гран-при
13 июля 2007 года, во время Гран-при Золотой лиги ИААФ на римском Олимпийском стадионе, финский легкоатлет Теро Питкямяки метнул копье влево от сектора и попал в спину Сдири. Французского прыгуна срочно отвезли в больницу с некритическим ранением. На следующий день Сдири уже мог ходить и встретился с Питкямяки. Впоследствии оказалось, что рана француза более серьёзна, чем считалось сначала: его почка и другие внутренние органы были повреждены. Тем не менее хирургического вмешательства не потребовалось.

## Рекорды
- Рекорд Средиземноморских игр в прыжках в длину — 8,29 м (3 июля 2009,  Пескара).
- Рекорд Франции в прыжках в длину на открытом воздухе — 8,42 м (12 июня 2009,  Пьерр-Бенит).
- Рекорд Франции в прыжках в длину в помещении — 8,27 м (28 января 2006,  Мондвиль).